# Đerekare
Đerekare (Servisch cyrillisch Ђерекаре) is een plaats in de Servische gemeente Tutin. De plaats telt 518 inwoners (2002).